# Gefecht bei Blumenau
Custozza – Hühnerwasser – Podol – Nachod – Trautenau – Langensalza – Skalitz – Münchengrätz – Gitschin – Königinhof – Schweinschädel – Königgrätz – Dermbach – Kissingen – Mainfeldzug – Frohnhofen – Aschaffenburg – Lissa – Bezzecca – Blumenau – Hundheim – Tauberbischofsheim – Werbach – Helmstadt – Gerchsheim – Uettingen/Roßbrunn
Das Gefecht bei Blumenau (slowakisch Bitka pri Lamači) war das letzte Gefecht des Deutschen Krieges zwischen Preußen und Österreich am 22. Juli 1866. Es fand im damaligen nördlichen Vorfeld von Pressburg (Bratislava) statt und wurde während des Kampfes aufgrund von Waffenstillstandsverhandlungen abgebrochen. In Süddeutschland kämpften die Bundestruppen allerdings noch bis zum 29. Juli mit dem preußischen Gegner weiter.

## Vorgeschichte
Nach ihrem Sieg in der Schlacht von Königgrätz (am 3. Juli) und der Ablehnung eines österreichischen Waffenstillstandsangebots ruhten die preußischen Armeen einen Tag, bevor sie den Vormarsch gegen Wien antraten. Die Überreste der geschlagenen österreichischen Nordarmee zogen sich durch Böhmen auf die Donau-Linie zurück. Die verfolgende Elbarmee besetzte am 8. Juli Prag, die preußische 1. Armee marschierte in Richtung auf Brünn. Die geschlagenen Reste der österreichischen Nordarmee zogen sich mit den verbündeten Sachsen nach Wien zurück. Zwei Korps der kaiserlichen Südarmee, die zuvor bei Custozza erfolgreich gegen die Italiener gekämpft hatten, wurden zum Entscheidungskampf nach Wien beordert. Erzherzog Albrecht wurde vom Kaiser anstelle des abberufenen Feldzeugmeister von Benedek als neuer Oberbefehlshaber ernannt.
Am 18. Juli stand die 2. Armee des Kronprinzen von Preußen im Raum Groß-Seelowitz. Das I. Armee-Korps stand vor Olmütz, das VI. Armee-Korps gelangte nach Muschau, das Gardekorps erreichte mit der 1. Garde-Division Auspitz.
Das österreichische I. Korps zog durch das Waagtal abwärts nach Trentschin, das VIII. Korps stand bei Kosztolna und das VI. Korps erreichte gleichzeitig Nemsowa.
Die Spitzen der preußischen Armee trafen am 20. Juli auf dem Marchfeld ein. Feldmarschallleutnant Graf Thun von Hohenstein, der Kommandierende des österreichischen II. Korps, versuchte trotz Erschöpfung seiner Truppen den Rückzug längs der Waag zu beschleunigen und konnte am 24. Juli mit 24 Bataillone, 11 Eskadronen und 40 Geschütze das nördliche Vorfeld von Preßburg erreichen.

## Das Gefecht
Als das IV. preußische Korps auf Pressburg vorrückte, kam es am 22. Juli zu einem Gefecht bei Blumenau (heute Lamač, Stadtteil von Bratislava/Pressburg). Der kommandierende General von Fransecky verfügte über 18,5 Bataillone, 24 Eskadronen und 78 Geschütze.
Die preußische 8. Division stand südlich von Bisternitz, ihre Avantgarde war auf Blumenau vorgeschoben, die 7. Division erreichte das Schloss Stampfen. Die 2. Kavallerie-Division unter General Hann von Weyhern stand westlich von Marchegg. Die Preußen trafen auf eine Stellung, die Generalmajor Friedrich von Mondel durch 24 Geschütze sicherte, die zu beiden Seiten der Neudorfer Straße und auf dem kahlen Höhenrücken positioniert waren. Die 15. Brigade des Generals von Bose ging von Bisternitz und das Mariental über die Kleinen Karpaten durch das Mühltal vor, um die Österreicher zu umgehen. Um unnötige Verluste zu verhindern, ließ General von Fransecky zum Festhalten des Gegners angreifen und wartete dann die angestrebte Umfassung ab. Die 2. Kavallerie-Division wurde aus Marchegg und die Reserve aus Zohor herangezogen. Die österreichische Brigade Mondel konnte mit 11 Bataillonen, 2 Ulanenregimentern und 36 Geschützen die eingenommene Stellung bei Blumenau sechs Stunden lang gegen die Angriffe des Gegners behaupten. Um die Mittagszeit jagten Parlamentäre heran und brachten die Nachricht einer fünftägigen Waffenruhe. Die Österreicher konnten daraufhin nach Pressburg entweichen.

## Folgen

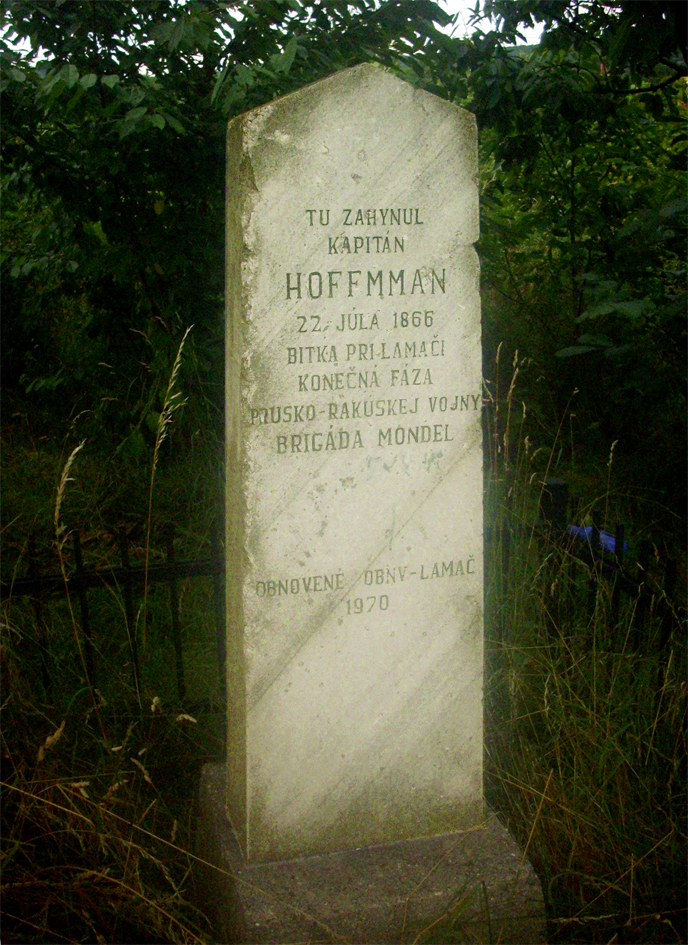
Gedenkstein bei Lamač

Wien wurde vom Kampf verschont und der preußische König Wilhelm versagte seinem Heer den Einmarsch in die Stadt nicht nur aus Respekt vor den Unterlegenen, sondern vor allem gab er dem massiven Drängen seines Ministerpräsidenten und späteren Reichskanzlers Otto von Bismarck nach. Dieser hatte geahnt, dass ein Verzicht auf den Einmarsch in Wien die Österreicher später zu Verbündeten werden lassen könnte. Im Deutsch-Französischen Krieg blieb Österreich-Ungarn neutral und wurde später Bündnispartner des neu gegründeten Deutschen Reiches.
Auf die Waffenruhe folgte der Vorfrieden von Nikolsburg am 26. Juli und am 23. August 1866 der Friede zu Prag.